# Corylophomyces
Corylophomyces — рід грибів родини Laboulbeniaceae. Назва вперше опублікована 1994 року.

## Класифікація
До роду Corylophomyces відносять 5 видів:
- Corylophomyces peyerimhoffii
- Corylophomyces reflexus
- Corylophomyces sarawakensis
- Corylophomyces sericoderi
- Corylophomyces weirii